# Juan Monserrat Vergés
Juan Monserrat Vergés (Reus, 1853 - Reinosa, 3 de agosto de 1909) fue un arquitecto español que desarrolló la mayor parte de su labor profesional en Granada. 

## Estudios
A los 15 años se traslada a Barcelona para cursar los estudios preparatorios de la carrera de Arquitectura en la Escuela provincial de Arquitectura de Barcelona, recién creada por Elías Rogent y en la misma época en la que llevaron a cabo sus estudios arquitectos como Antoni Gaudí; posteriormente, se traslada a Madrid donde los concluye en 1876 e ingresa como auxiliar en las obras del edificio destinado al Palacio de Biblioteca y Museos Nacionales con el arquitecto Francisco Jareño y Alarcón. Durante su breve estancia en Madrid accedió por examen a ser pensionado, durante dos años, en la Academia Española en Roma por la Academia de Bellas Artes de San Fernando, aunque en realidad es probable que no accediera a la misma porque inmediatamente comenzó su actividad profesional en la ciudad de Granada.

## Actividad arquitectónica
Su actividad arquitectónica se plasmó en tres vertientes: la religiosa, la institucional y la particular.

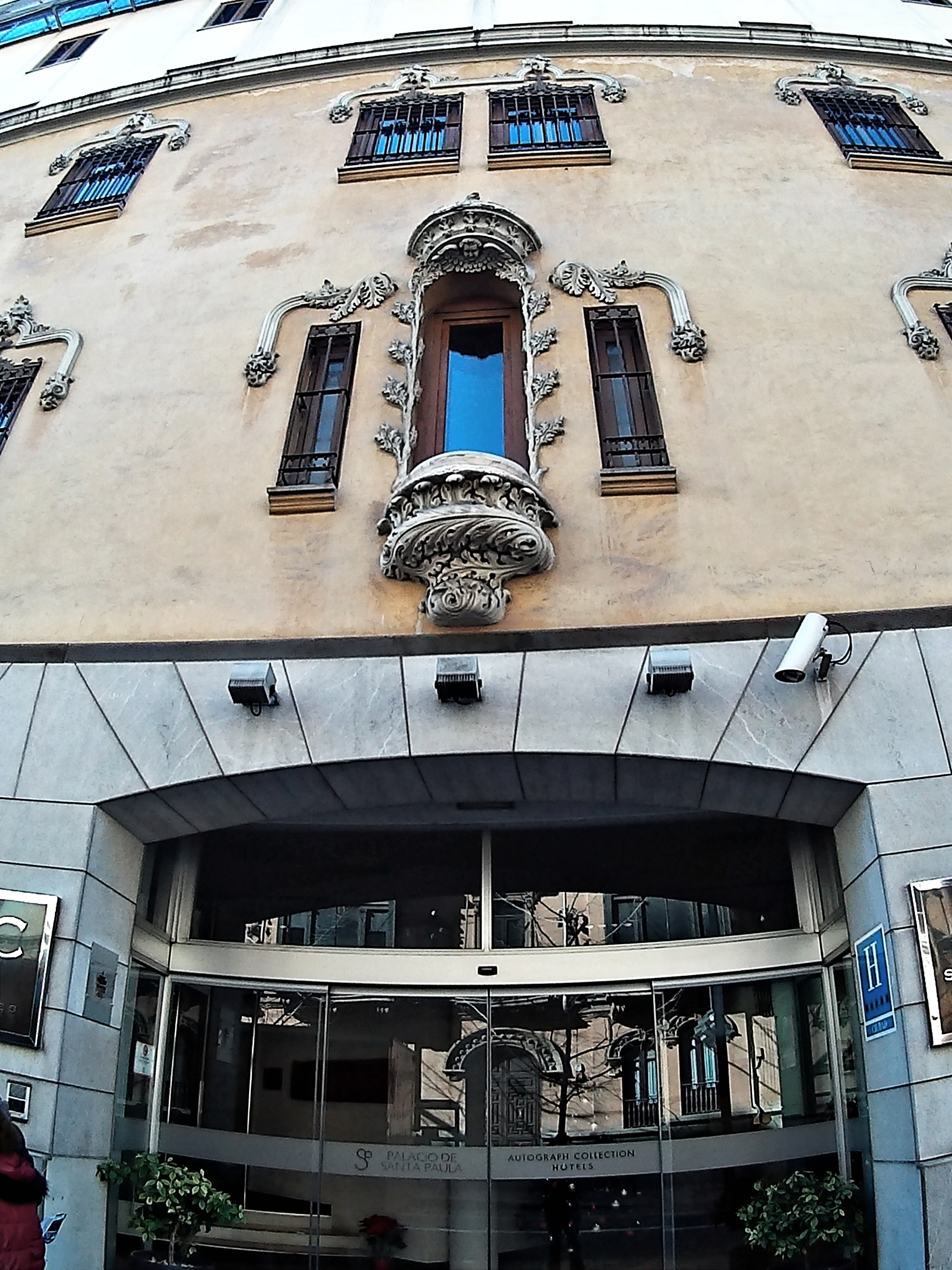
Antiguo Monasterio de Santa Paula - Fachada creada por Juan Monserrat

Como arquitecto de la diócesis de Guadix-Baza y más tarde de la diócesis granadina actuó en diferentes iglesias de la provincia y fue el arquitecto principal de la Iglesia de la Virgen de Monserrat, el Sagrado Corazón (en la Gran Vía) y, sobre todo, la reconstrucción de la iglesia parroquial de Gabia la Grande, donde pudo desarrollar todo su programa iconográfico. El estilo de estas construcciones es historicista, con elementos neomudéjares y sobre todo neogóticos, tendiendo hacia el modernismo en las últimas obras. También participó en la iglesia del Padul y en la de la Rábita y en la restauración de la portada del monasterio de Santa Paula, actualmente hotel de lujo.  
Como arquitecto de la universidad de Granada fue responsable de las portadas del Jardín Botánico de la Universidad de Granada, de la Facultad de Medicina que estaba en la calle Rector López Argüeta, y de las obras de reforma de la actual Facultad de Derecho. 

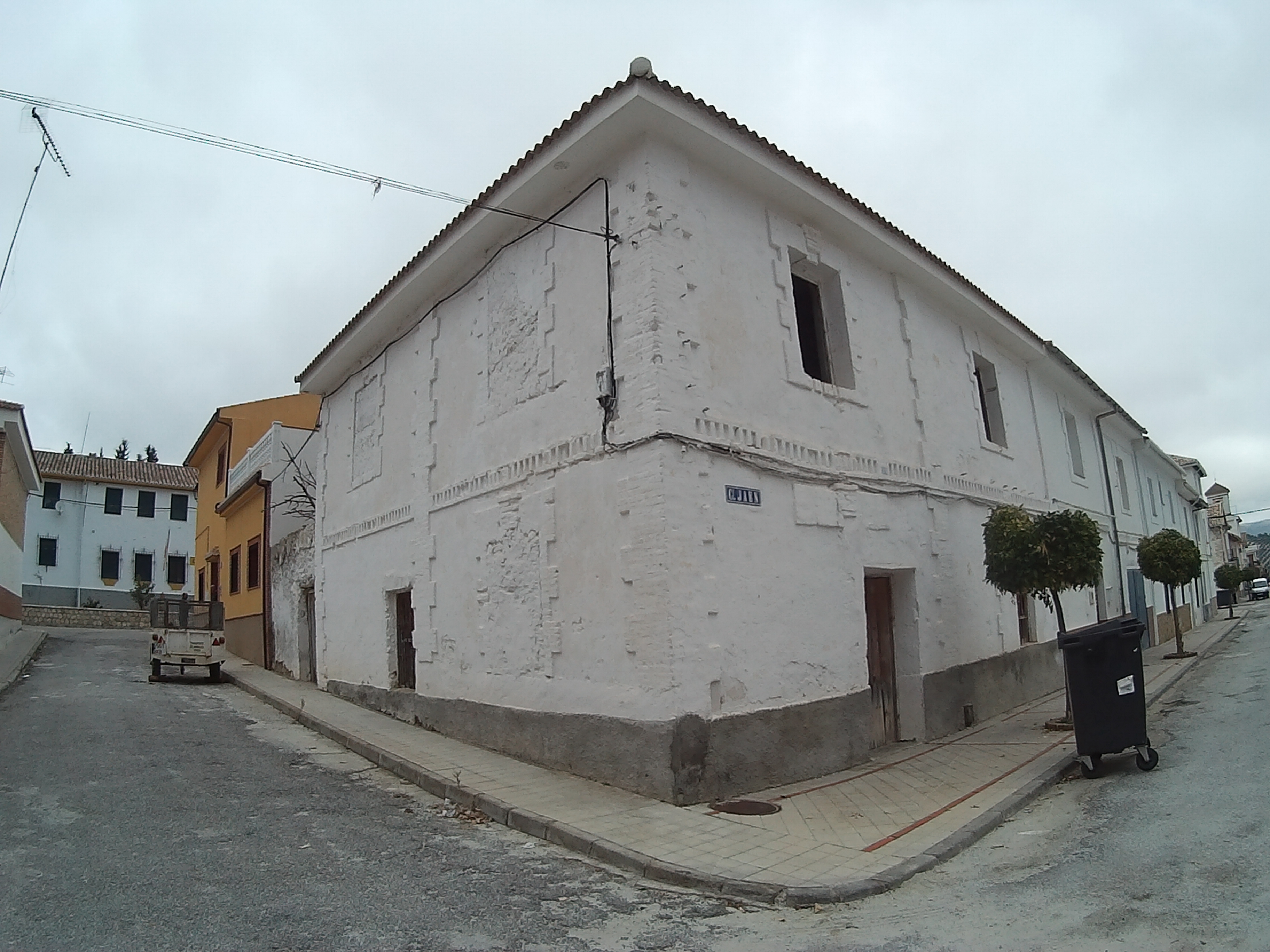
Esquina de la Calle Jaén en Arenas del Rey, viviendas diseñadas por Juan Monserrat

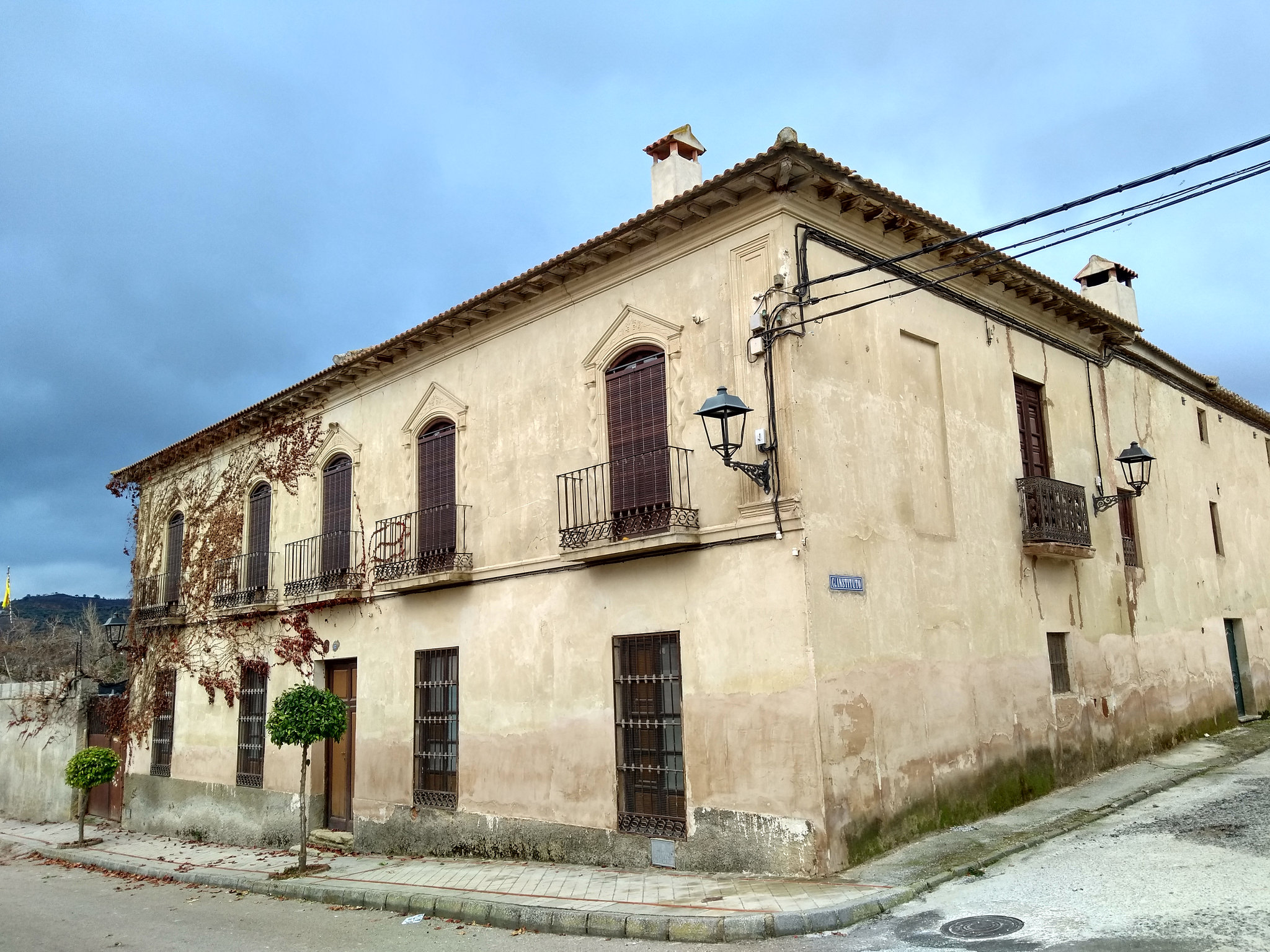
"Posada" en Arenas del Rey

Como arquitecto civil, ofreció su trabajo para diseñar la localidad de Arenas del Rey, totalmente destruida por el terremoto de 1884; diseñó las casas particulares, así como una escuela, horno y posada para la ciudad. Son creación suya también el hotel Victoria en Granada (1905), todavía en funcionamiento como tal, y del antiguamente hotel Colón, actualmente edificio de Cortefiel, en la esquina entre la calle Gran Vía y Reyes Católicos, cuyo proyecto realizó. En estos dos hoteles, así como en el resto de las construcciones, son notables la función ornamental dada al pararrayos, así como la decoración de ventanas y balcones que presagia ya el modernismo. También fue arquitecto de otros edificios desaparecidos, como el del Círculo de Obreros Católico, en la Gran Vía de Granada.
También participó en diferentes proyectos industriales: la Azucarera de San Isidro, todavía en pie, y la "Fábrica de San José o de la Bomba", actualmente derruida, que estaba en lugar donde se encuentra actualmente la plaza del duque de San Pedro de Galatino, al final de la Bomba y el principio de la Carretera de la Sierra. 

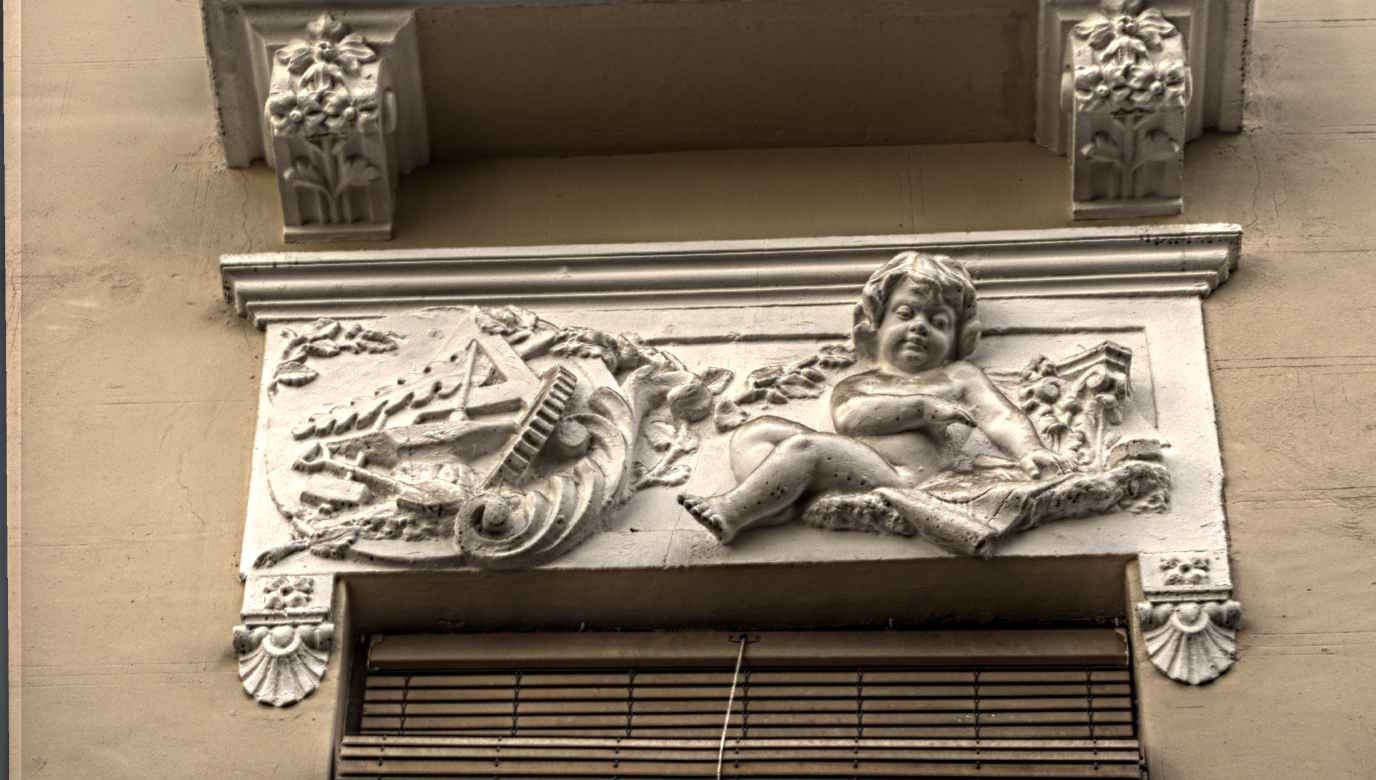
Altorrelieve con iconografía masónica, creado por Juan Monserrat

Es en una casa particular, la casa de Buen Suceso, creada por encargo de un particular, donde desarrolla todo tipo de iconografía masónica en la fachada y muestra su manejo de la escultura, aparte de ser una decoración ya plenamente modernista.

## Actividad comercial e industrial

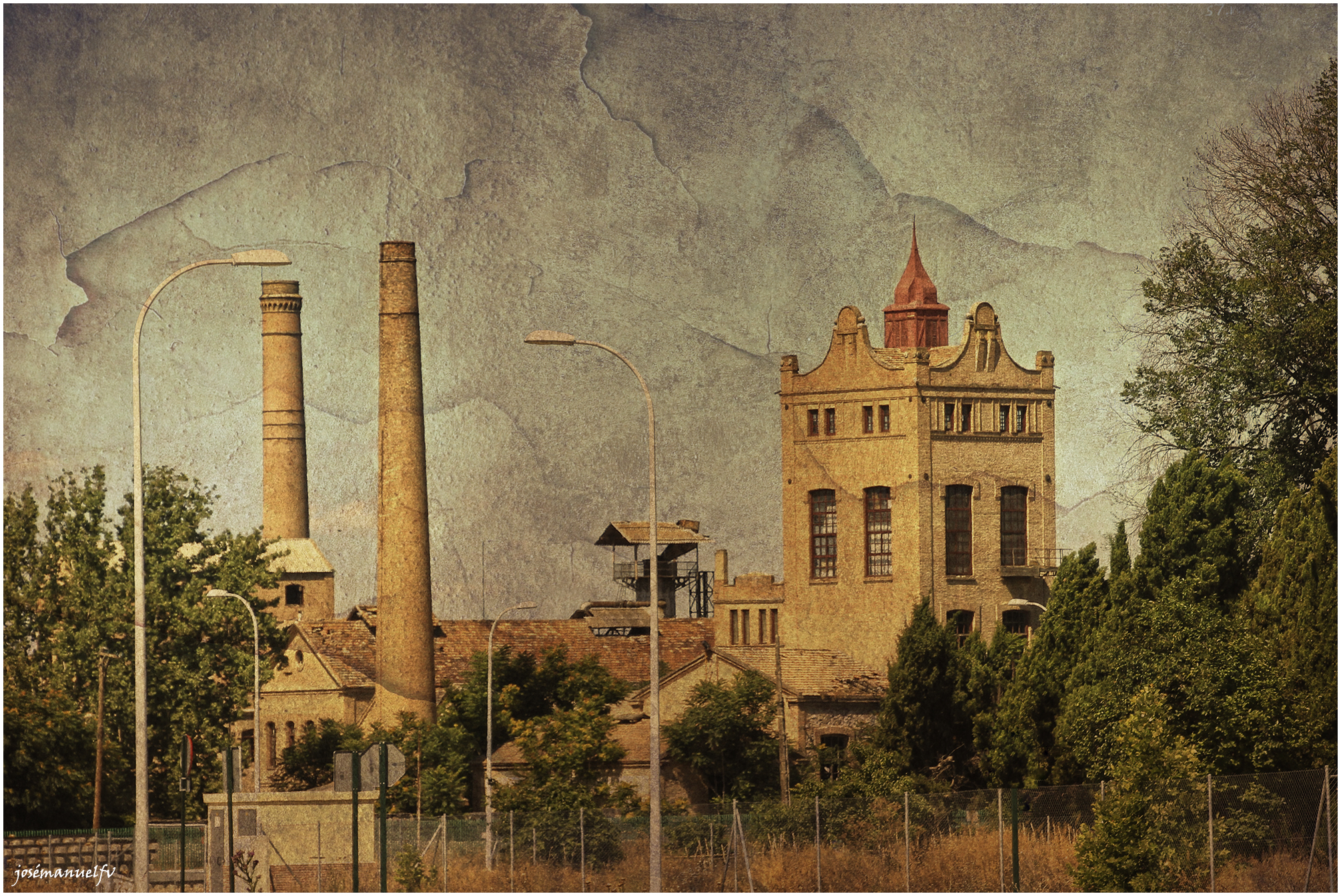
Antigua azucarera de San Isidro

Fue uno de los socios fundadores de la sociedad "Eléctrica de la Vega", una de las empresas que suministraba electricidad a principios de siglo a la ciudad de Granada, y también gerente de la misma. También aparece en algunos documentos como director facultativo de "La Reformadora Granadina" y perteneció a la sociedad "Azucarera de San Isidro", donde también construyó uno de los edificios. 

## Actividad asociativa y política
En 1883 se inició en la masonería, poco antes de la constitución de la logia Beni Garnata. En esta logia llegó a ser venerable (por ausencia) y alcanzar los puestos de segundo vigilante, tesorero y finalmente primer experto con el grado 24. Como parte de las actividades de la logia, constituyeron la asociación obrera "La obra", de la cual Juan Monserrat sería contador; también sería "protector" del  Centro Artístico en cuya fundación participarían también varios miembros de la logia. De forma similar, participó en la creación de la sociedad "El fomento de las artes", dedicada sobre todo a la mejora de la enseñanza de la clase obrera en 1882 y fue vocal de la misma. 
En su necrológica figura como "republicano de toda la vida", y de hecho militaba en la  Unión Republicana desde finales del siglo anterior. Durante sus dos últimos años de vida, fue concejal por tal partido, cargo que ocupaba a su muerte.

## Familia

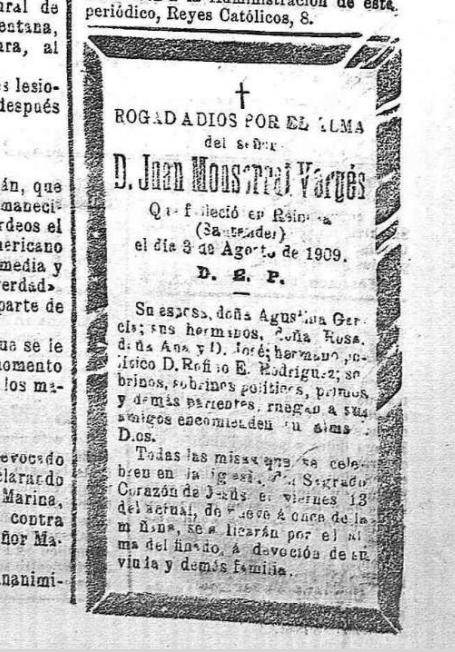
Esquela de Juan Monserrat con los nombres de su familia.

Juan Monserrat Vergés, según su esquela, tenía dos hermanas, Rosa y Ana y un hermano, José. La misma esquela menciona un hermano político, Rufino E. Rodríguez, posiblemente refiriéndose a Rufino Rodríguez Montano, un arquitecto que desarrolló su labor sobre todo en Extremadura. También por la esquela se sabe que a su muerte estaba casado con Agustina García de la Canal. Por las actas de la logia Beni Garnata se sabe que contrajo matrimonio entre 1884 y 1889. En la esquela no se menciona que tuviera ninguna descendencia, pero se desconoce si fue así en el momento de su muerte.  
Según su partida de defunción, falleció de un "colapso cardíaco" mientras se encontraba en Reinosa y no dejó descendencia. Se le enterró en el cementerio de dicha ciudad, según consta en el acta de defunción.  

## Legado
Las diferentes obras de Juan Monserrat se limitan a la provincia de Granada y más concretamente a la capital, donde tuvieron una gran influencia sobre el resto de los edificios construidos en la primera mitad del siglo XX; hoy en día es el arquitecto que más obras tiene en la Gran Vía de Granada. El Centro Artístico, que ayudó a fundar, tuvo una serie de refundaciones y sigue actualmente en funcionamiento, con diferentes actividades que incluyen la Cabalgata de los Reyes Magos. Durante muchos años, su trabajo se limitó a figurar en diferentes publicaciones académicas, aunque se llevó a cabo una iniciativa, sin éxito, para ponerle una calle en Granada. Su obra, tanto religiosa como civil, se considera uno de los exponentes más interesantes de la arquitectura con influencias masónicas de principios de siglo, junto con la de José Enrique Marrero Regalado y Trinidad Cuartara